# Chronometree
Chronometree is het vierde studioalbum van Glass Hammer.
Het album werd opgenomen in de geluidsstudio Sound Resources in Chattanooga (Tennessee); de geluidsstudio van de band, dan eigenlijk alleen bestaand uit Babb en Schendel. Het conceptalbum vertelt over Tom, die in 1979 in de ban raakt van progressieve rock. Daar waar de gangbare luisteraars in de ban raakt van moogs en mellotrons meent Tom dat buitenaardsen met hem in contact proberen te komen om hem wegwijs te maken in Chronometree (controle en manipulatie van tijd). De opzet en muziekstijl van de album is in de trant van Emerson, Lake & Palmer en Yes.
Het is het eerste album in een lange reeks waarbij zangeres Susie Bogdanowicz van de partij is; hier nog onder de naam Susie Warren. Het album werd in 2018 in een geremasterde versie heruitgegeven; het verscheen toen ongeveer gelijktijdig met het vervolg Chronomonaut.   

## Musici
- Fred Schendel – toetsinstrumenten, gitaar, autoharp, blokfluit, drumstel, achtergrondzang
- Steve Babb – basgitaar, toetsinstrumenten, achtergrondzang
- Brad Marler – zang, akoestische gitaar

Met
- Walter Moore – drumstel op Chronos deliverer, gitaar
- Terry Clouse – eerste gitaar
- Susie Warren/Bogdanowizc, Jamie Watkins, Sarah Snyder Barron – zang
- Arjen Lucassen – eerste gitaar

## Muziek
Alle muziek en tekst van Schendel en Babb, behalve Perfect carousel door Marler

| Nr. | Titel                                                      | Duur |
| --- | ---------------------------------------------------------- | ---- |
| 1.  | All the good time (part 1) (Empty space/Revealer)          | 6:45 |
| 2.  | All the good time (part 1) (An Eldritch wind)              | 3:26 |
| 3.  | All the good time (part 1) (Revelation/Chronomery)         | 8:07 |
| 4.  | All the good time (part 1) (Chronotheme)                   | 4:41 |
| 5.  | A perfect carousel                                         | 5:17 |
| 6.  | Chronos deliverer                                          | 5:47 |
| 7.  | All the good time (part 2) (Shapes of the morning)         | 1:55 |
| 8.  | All the good time (part 2) (Chronoverture)                 | 5:59 |
| 9.  | All the good time (part 2) (The waiting/ Watching the sky) | 5:39 |
| 10. | All the good time (part 2) (Chronometree medieval)         | 1:11 |
| 11. | Chronotheme live 2015                                      | 5:04 |

Track 11 is een bonustrack op de heruitgave; het is opgenomen in de New Jersey Prog House. 